# ラマドレーヌ＝ヴァル＝デザンジュ
ラマドレーヌ＝ヴァル＝デザンジュ （Lamadeleine-Val-des-Anges）は、フランス、ブルゴーニュ＝フランシュ＝コンテ地域圏、テリトワール・ド・ベルフォール県のコミューン。

## 地理
この小さな村は、ヴォージュ山脈の南斜面を切断するように広がる狭い谷の底、標高650mのところにある。面積は主に森林で占められている。ベランコフ峰のふもとの谷、標高800mの地点に源を発するラ・マドレーヌ川は、さらに25km南のサン・ニコラにて、ブルブーズ川と合流する。

## 由来
Capploney Marien Magdalenen im Engelthal（1350年）、Sainte-Madeleine（1549年-1580年）、La Magdeleine（1793年）、La Magdelaine（1801年）、Lamadeleine-Val-des-Anges（1937年）となる。

## 歴史
地名は1350年に記録されている。そこには庵または小修道院、マグダラのマリアに捧げられた礼拝堂があった。17世紀初頭になっても、礼拝堂は巡礼の地であった。村は1775年までエテュエフォン教区の一部だった。その後新設されたアンジュテ教区の一部となっている。

## 人口統計
| 1962年 | 1968年 | 1975年 | 1982年 | 1990年 | 1999年 | 2006年 | 2012年 |
| ------ | ------ | ------ | ------ | ------ | ------ | ------ | ------ |
| 29     | 28     | 14     | 14     | 29     | 33     | 31     | 34     |

source=1999年までLdh/EHESS/Cassini、2004年以降INSEE